# Calle de la Reina
La calle de la Reina es una breve vía de Madrid (en el barrio de Justicia del distrito Centro) entre las calles Hortaleza y Marqués de Valdeiglesias, en el barrio de Chueca. Corre paralela a la Gran Vía madrileña en sentido oeste-este, y lleva tal nombre en recuerdo de la reina Margarita de Austria.

## Historia

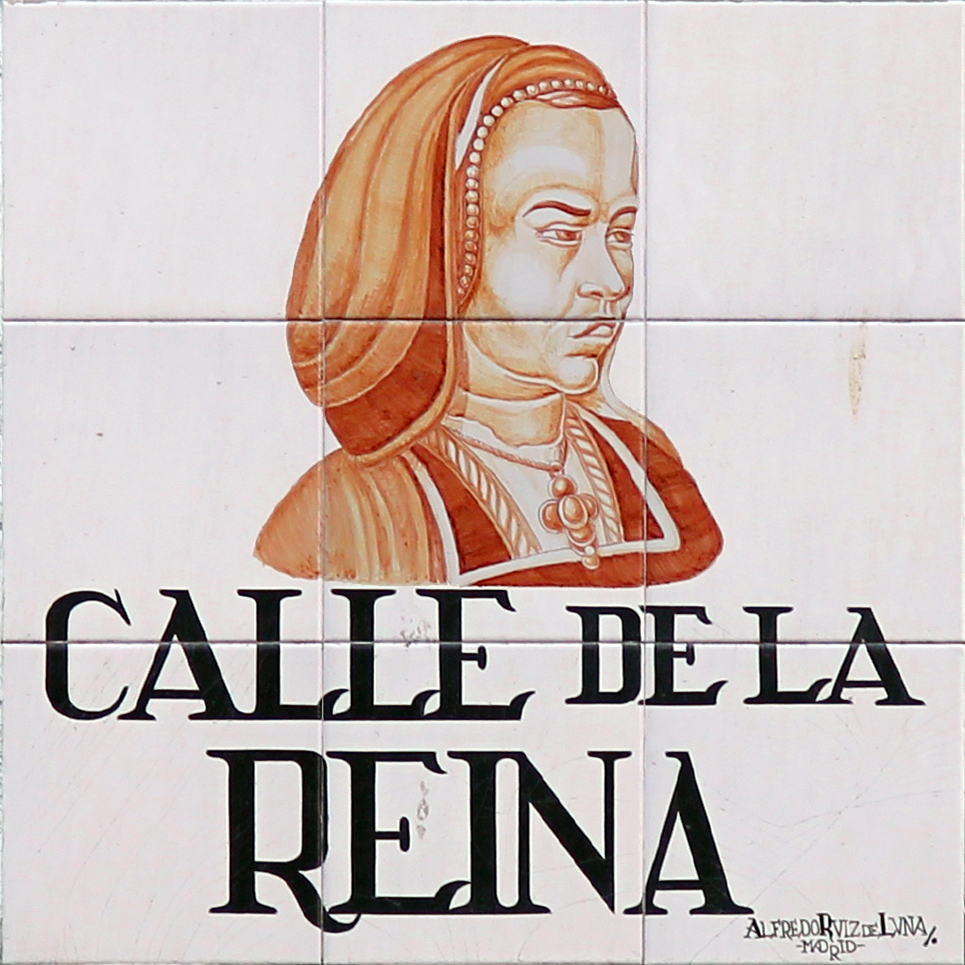
Placa de azulejos del callejero artístico del Madrid Antiguo.

Rotulada así tanto en el plano de Texeira (1656) como en el de Espinosa, se documentan construcciones particulares desde 1738. Répide la ordena en los antiguos barrios de Jardines y de las Torres, de los distritos Centro y del Hospicio, y dependientes de las parroquias de San Luis y de San José. Su nombre conmemora que en este lugar se instalara el entoldado desde cuyo trono, la esposa de Felipe III presenció la procesión dedicada al Cristo de la Paciencia, el 13 de diciembre de 1639.
Ramón de Mesonero Romanos la incluye en la crónica de sus paseos por El antiguo Madrid (1861) en esta detallada descripción de la zona:

...En la calle de la Reina, número 8 moderno, es la que habitó, en principios de este siglo [XIX], el general Príncipe Maserano, y que ocupó también algún tiempo, mientras la dominación francesa, el general Abel Hugo, gobernador de la provincia de Guadalajara y nombrado por el rey José marqués de Cogolludo, teniendo en su compañía a su hijo, el famoso poeta Victor Hugo, a quien colocó de paje del Rey en el Seminario de Nobles. En esta casa estuvo, después, la fonda de Genieys, y en ella pararon, en 1831, el celebérrimo, maestro Joaquín Rossini y su compañero de viaje el marqués de las Marismas,
D. Alejandro Aguado. Al fin de esta calle está el colegio de Nuestra Señora de la Presentación, de niñas, que llaman de Leganés, fundado, en su propia casa, por el caballero D. Andrés Spínola, de la de los marqueses de los Balbases y Leganés, en 1630, con su pequeña capilla, abierta al público. Otras casas notables hay en dicha calle, como la del Conde de Montealegre, que fue del de Villacastel, entro ella y la de las Infantas, y entre las de San Jorge y San Miguel la del Marqués de la Vega de Armijo, derribada ésta, y construida en su solar otra nueva, y la del jardín de Valero, propia del Duque de Arión.
 Ramón de Mesonero Romanos (1861)

Anotan también los cronistas Peñasco y Cambronero datos curiosos como que de las Niñas de Leganés salieron aplicadas actrices como Elisa Mendoza Tenorio, prometida de Adelardo López de Ayala y luego casada con el pediatra Manuel Tolosa Latour. Répide por su parte, cuenta que en este colegio se refugió la marquesa de Esquilache al estallar el motín contra el ministro de Carlos III.

### Edificios desaparecidos
El citado colegio de Nuestra Señora de la Presentación y su iglesia, más conocidos como de las Niñas de Leganés, institución fundada en 1630, fueron demolidos con la construcción de la Gran Vía al inicio del siglo xx, aunque el título de niñas de Leganés se mantuvo para denominar los jardines que en la calle de Bailén ocuparon los solares ocupados antes por otros edificios de dicha institución docente religiosa.

También desapareció el palacio de Masserano, luego convertido en la mencionada fonda de Genieys, glosada por Répide como «la más elegante de la corte y templo de los refinamientos gastronómicos». El primitivo edificio de los Masserano albergó en el ocaso del siglo  xix los locales y redacciones de los diarios El Resumen y el Heraldo de Madrid; así mismo, en su planta baja estuvo el viejo teatro Zorrilla, apenas un «mezquino salón de aficionados».

### Arquitectura conservada
La calle conserva algunos edificios interesantes de arquitectos como Joaquín Saldaña (dos edificios de viviendas para Félix Murga, construidos en 1912-1913); Jerónimo Pedro Mathet Rodríguez (fachada posterior del edificio de Seguros La Estrella en el n.º 10 de la Gran Vía construido entre 1916 y 1921); Eduardo Gambra Sanz y Antonio de Zumárraga (estructura posterior de la Sede de la Gran Peña, edificio construido de 1915 a 1916); o José María Mendoza Ussía y José Aragón Pradera (fachada posterior en los números 20-22 del inmueble viviendas y oficinas para el marqués de Urquijo, de Gran Vía, 6).

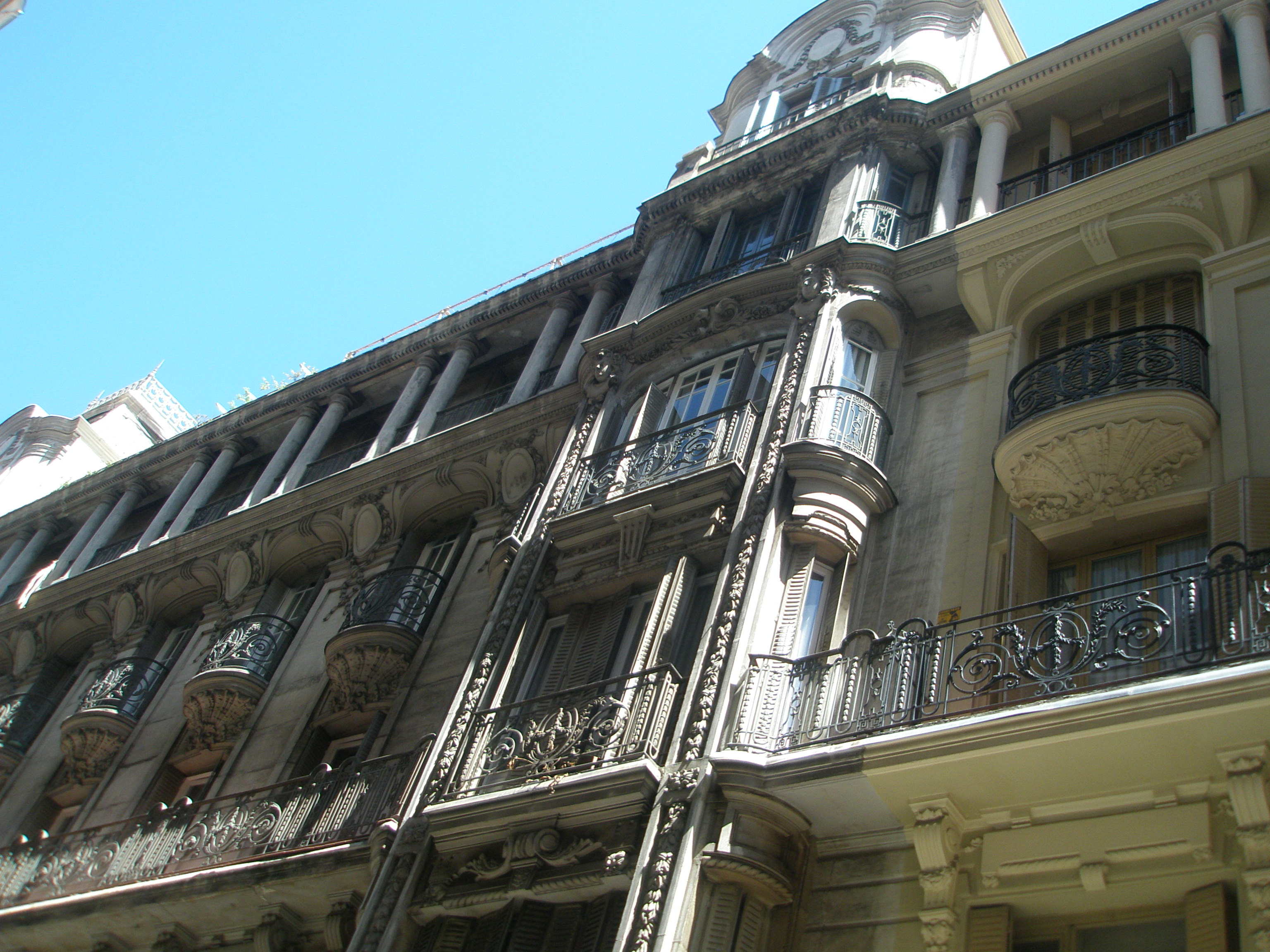
Viviendas para Félix Murga
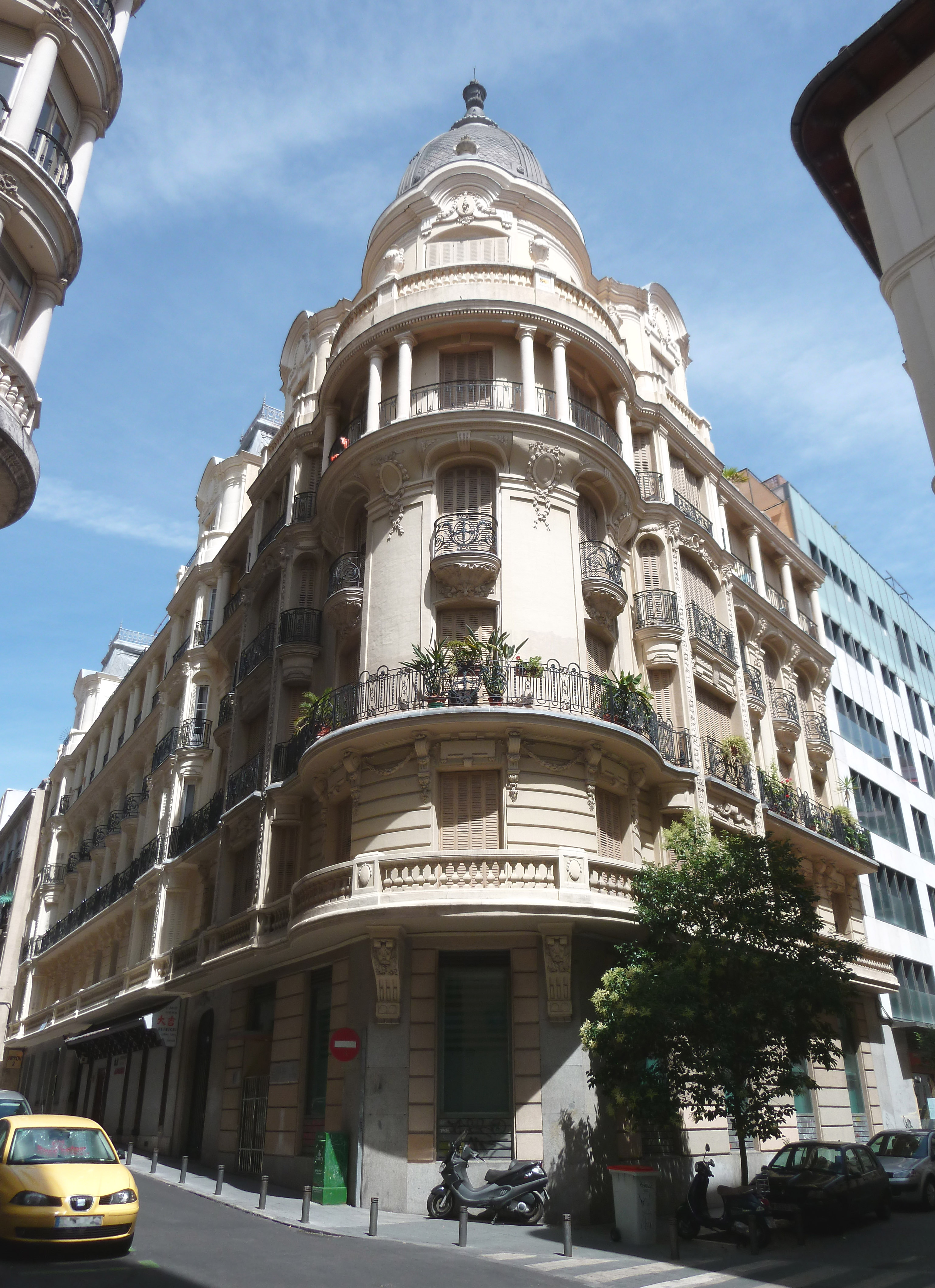
el nº 31-33, las viviendas para Félix Murga
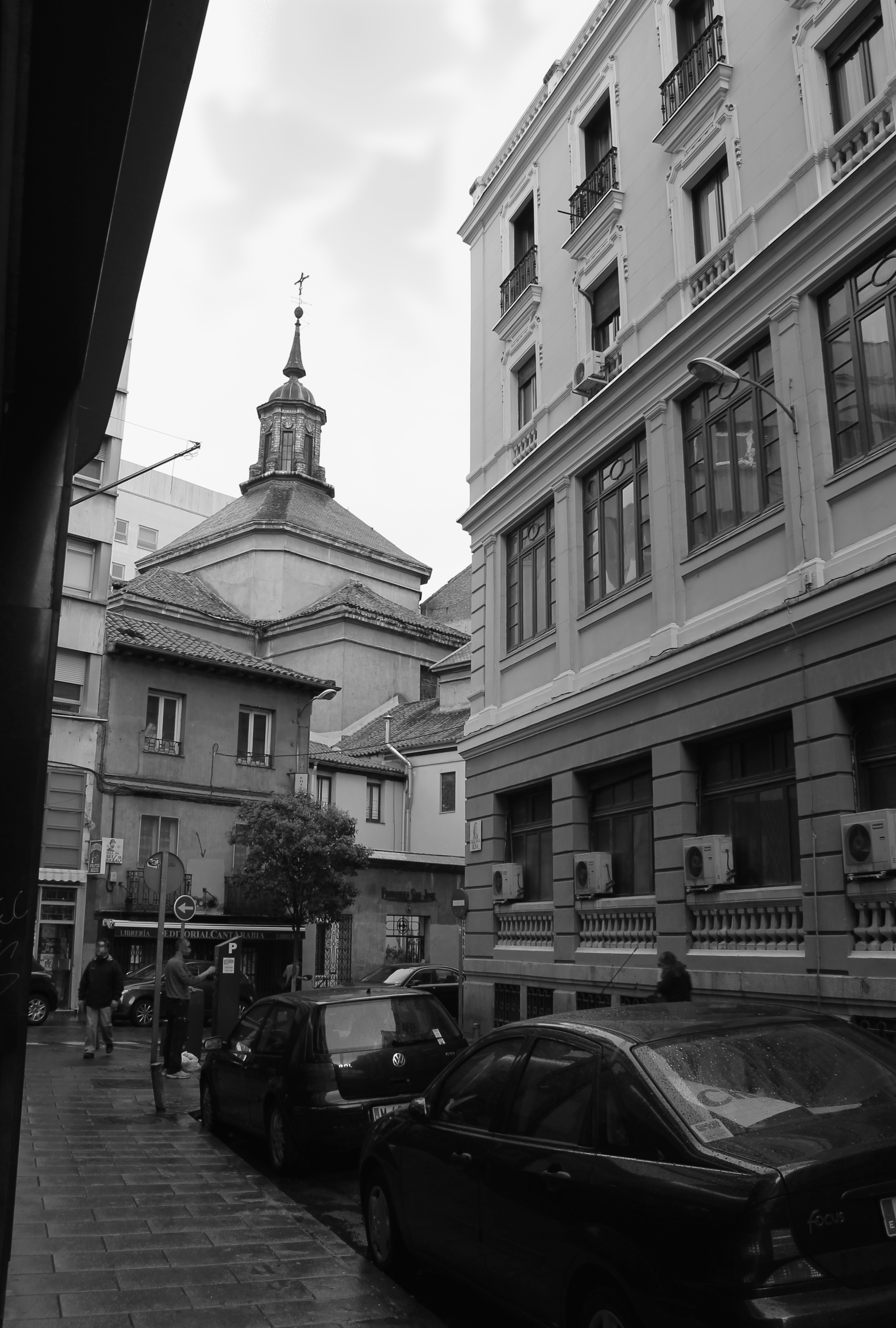
Confluencia con Marqués de Valdeiglesias, al fondo, la iglesia de San José